# Volkensinia prostrata
Volkensinia es un género monotípico de fanerógamas pertenecientes a la familia Amaranthaceae. Su única especie: Volkensinia prostrata, es originaria de África oriental.

## Descripción
Es una planta herbácea muy ramificada perennifolia o subarbusto duro, a menudo  extenso y leñoso; tallos erectos o decumbentes con la formación de grietas en la corteza; la inflorescencia de flores rojas dispuestas en racimos terminales sueltos que forman una bola de cerdas de 30 mm en la fruta.

## Distribución y hábitat
Se encuentra en el semi desierto, con  matorrales de Acacia-Commiphora y en praderas secas con Cenchrus-Cynodon, en llanuras de inundación, grietas y cavidades del suelo entre los afloramientos de lava, bordes de charcas y lagos, etc a una altitud de 180-1360 metros.

## Taxonomía
Volkensinia prostrata fue descrita por  Hans Schinz y publicado en Vierteljahrsschrift der Naturforschenden Gesellschaft in Zürich 57: 535. 1912.
Sinonimia
- Dasysphaera prostrata (Volkens) Cavaco
- Kentrosphaera prostrata Volkens
- Marcellia prostrata C.B.Clarke[3]
- Volkensinia prostrata f. lanceolata Suess.
- Marcellia leptacantha Peter (1932)
- Volkensinia grandiflora Suess. (1955)[1]